# Villeneuve-Loubet
Villeneuve-Loubet település Délkelet-Franciaországban, Alpes-Martimes megyében, a Provence-Alpes-Côte d’Azur régióban.

## Fekvése
A Földközi tenger partján, Nizzától délnyugatra fekvő település.

## Története

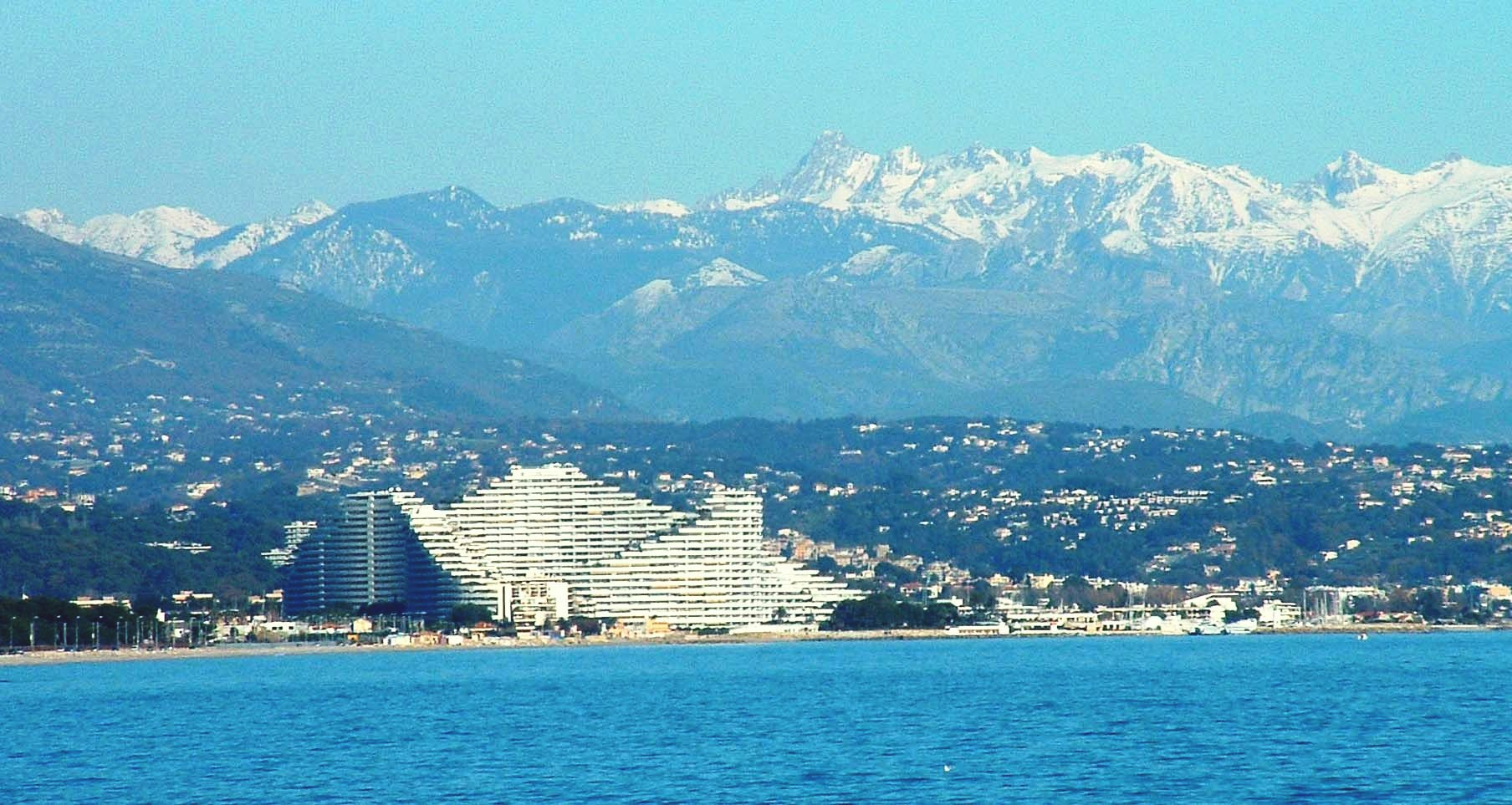
Villeneuve-Loubet látképe

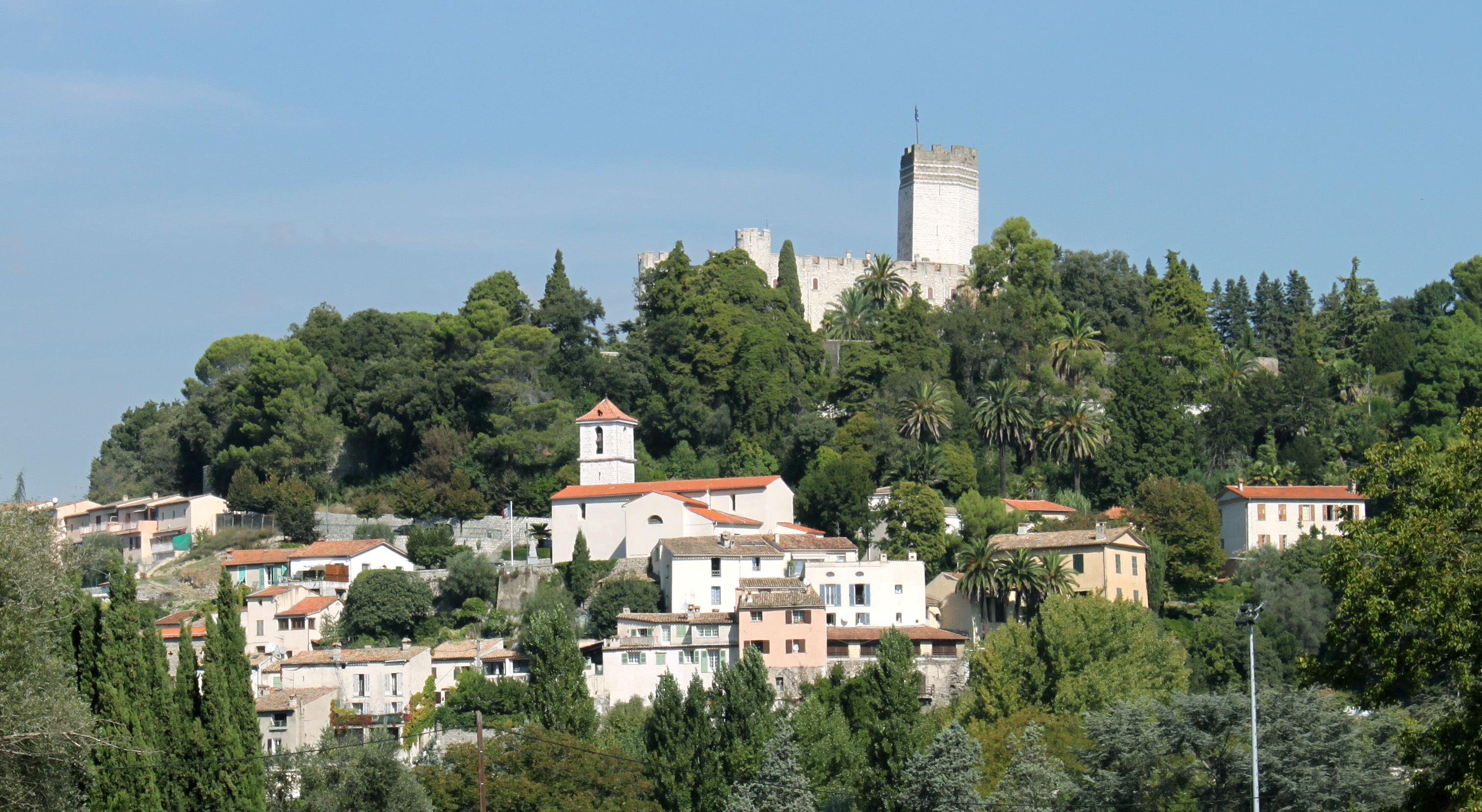

Villeneuve-Loubet környékének emberi megtelepedéséről a legkorábbi bizonyítékok a [vaskor]ra nyúlnak vissza, de lakott volt a római időkben is: helyén Décéates római város állt Augustus idején, amely később megsemmisült. Az itt végzet feltárások szerint a hely az ókortól egészen a [középkor]ig lakott volt. Vára a 13. században épült, amely máig fennáll.

## Itt születtek, itt éltek
- Auguste Escoffier a híres 19. századi provanszi séf, vendéglős, gasztronómiai író itt született.
- Philippe Pétain (1856-1951) marsall, hadvezér, miniszterelnök, köztársasági elnök egy ideig itt élt.

## Nevezetességek
- Szent Márk templom (Saint Marc Church) - A 15. században épült. Festett üvegablakai Pier Lecolas festőművész 2006-ban készített munkái.